# Daisy Duke
Daisy Duke es un personaje ficticio de la serie de televisión estadounidense The Dukes of Hazzard, interpretado por Catherine Bach. Ella es la prima de Bo y Luke, los protagonistas de la serie, y los tres viven en una granja en las afueras del condado de Hazzard con su tío Jesse.
Aunque nunca se menciona en la serie en sí, algunos materiales publicitarios del programa sugieren que los padres de Daisy, junto con los de Bo y Luke, murieron en un accidente automovilístico; en una película de reunión de 1997, Daisy dice que su madre murió cuando ella era un bebé. La serie nunca explicó cómo llegaron todos a vivir con el tío Jesse.
Daisy frecuentemente se involucra en las persecuciones de autos de los Duke, originalmente en un Plymouth Road Runner o, desde mediados de la segunda temporada en adelante en un Jeep. Daisy también trabaja como camarera en Boar's Nest, la taberna local propiedad de Boss Hogg que era el principal lugar de reunión en Hazzard. También aspira a ser cantautora y periodista.

## Personaje
«Conduce como Richard Petty, dispara como Annie Oakley y sabe las letras de todas las canciones de Dolly Parton». — Narrador, «One Armed Bandits».
Daisy Duke es una Southern belle rebelde, bien intencionada aunque algo ingenua y a menudo escasamente vestida. Al igual que sus primos Bo y Luke Duke, Daisy tiene la costumbre de meterse en problemas. A pesar de ser ingenua, Daisy es una persona muy extrovertida y puede ser bastante agresiva en ocasiones. En la primera temporada se demuestra que Daisy es una buena conductora, pero al comienzo de la segunda temporada, no es tan buena conductora como se insinuó originalmente y a menudo se sale de la carretera. Daisy con frecuencia se ve atrapada en la guerra en curso entre Boss Hogg y su familia, el clan Duke. Su trabajo en la taberna de Boss le da la oportunidad de espiar conversaciones privadas entre Boss, el sheriff Rosco y varios cómplices, descubriendo a menudo información importante que puede transmitir al tío Jesse y a los chicos Duke. Su continuo empleo en el Boar's Nest a pesar de su evidente lealtad a su familia es una señal de su estatus y popularidad en el condado de Hazzard, y una correspondiente falta de inteligencia por parte de Boss Hogg. De hecho, Hogg la despide en algunas ocasiones, pero debido a varios giros de la historia, siempre termina volviéndola a contratar al final del episodio.
Al igual que sus primos, Daisy nunca encuentra una pareja duradera a lo largo de la serie, aunque el ayudante del sheriff Enos Strate está enamorado de ella desde hace mucho tiempo y se extiende a lo largo de la serie. Este enamoramiento no es correspondido en gran medida, aunque Daisy es consciente de ello y a menudo muestra un cuidado y preocupación genuinos por el simpático Enos. En el penúltimo episodio de la serie, «Enos and Daisy's Wedding» («La boda de Enos y Daisy»), la pareja planea casarse apresuradamente como una forma de evitar que Daisy tenga que testificar contra Enos, aunque la situación finalmente se resuelve antes de que se lleve a cabo la boda. En sus apariciones recurrentes durante el programa (normalmente una vez por temporada), el sobrino de Boss Hogg, Hughie, también muestra un interés romántico en Daisy, pero a diferencia de Enos no siente ningún respeto o afecto genuino por ella; simplemente alberga un deseo lujurioso y egoísta por su belleza. Daisy detesta la idea, y ocasionalmente hay un vago indicio de que habían sido pareja y se separaron en acritud. En el episodio de apertura de la cuarta temporada, «Mrs. Daisy Hogg» («La Sra. Daisy Hogg»), Daisy se enamora y planea casarse con otro de los sobrinos de Boss, Jaimie Lee Hogg (la única aparición del personaje en la serie), aunque antes de la boda se da cuenta de que él es un villano y el matrimonio se cancela. De manera similar, en el episodio de la segunda temporada «Duke of Duke» («El duque de Duke»), Daisy se siente atraída por un duque inglés que está de visita y dice ser un pariente lejano del clan Duke; finalmente descubre que es un estafador y nuevamente el romance termina.
En la película de reunión de 1997, se dice que dejó a Hazzard para casarse en algún momento después de la serie original, pero posteriormente se divorció. Después de que terminó su matrimonio, ella estaba cursando un posgrado en la Universidad Duke, y a su regreso a Hazzard acepta casarse con Enos Strate, quien revela que había estado escribiendo cartas de amor semanales a Daisy durante muchos años (vinculándose con la propia serie derivada de Enos), pero se echa atrás en el último minuto debido a la repentina reaparición de su exmarido y por temor a otra debacle como su primer matrimonio.

## Vehículos
El primer coche de Daisy en la serie es un Plymouth Road Runner amarillo de 1974 con una franja negra a lo largo de los costados y sobre el techo, aunque en apariciones posteriores en la segunda temporada se utilizó un Plymouth Satellite de 1971 con una franja «Road Runner» a juego que corría por los costados y sobre el techo. El auto encuentra su fin cuando el acelerador se atasca mientras Bo y Luke lo conducen durante una persecución en el episodio de la segunda temporada «The Runaway», enviándolo a un acantilado. Debido a que los episodios fueron transmitidos en un orden diferente al que fueron filmados, el Plymouth hace varias reapariciones después de su supuesta destrucción (además, después de que el Plymouth ha sido destruido en pantalla, varios modelos del automóvil aparecen en varios episodios con diferentes trabajos de pintura, sirviendo como otros vehículos dentro del contexto de las historias) hasta el videojuego The Dukes of Hazzard II: Daisy Dukes It Out.
Después de perder ese auto, al final de «The Runaway» recibe su característico Jeep CJ-7 «Golden Eagle» blanco de 1980, llamado Dixie. La versión inicial del Jeep que se ve al final de este episodio es notablemente diferente al que pronto se convertiría en la versión estándar, con un trabajo de pintura ligeramente diferente, puertas con «Dixie» pintado y «Golden Eagle» impreso en el capó a cada lado de un emblema de águila. Después de esto y su segunda aparición, en el episodio «Arrest Jesse Duke» (producido después de «The Runaway» pero en realidad transmitido antes, creando un error de continuidad), salvo un par de tomas de archivo del Jeep estacionado afuera de la granja Duke donde se puede ver el diseño inicial, el diseño cambia a un trabajo de pintura más claro, sin puertas y «Dixie» pintado junto al emblema en el capó. Sin embargo, al igual que con otros vehículos del programa, hay diferentes versiones del Jeep utilizadas para la filmación de varios episodios. A veces, el Jeep tiene un esquema de pintura ligeramente diferente y alterna entre transmisiones automáticas y manuales. El diseño de las barras antivuelco también varía ligeramente según la estación.
En varias ocasiones, Daisy también conduce la camioneta del tío Jesse, y ciertas historias ocasionalmente requieren que ella conduzca el General Lee.

## Apariencia

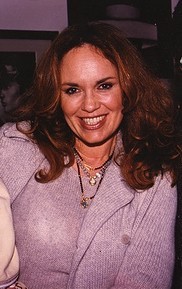
Catherine Bach, actriz que interpretó a Daisy Duke.

Daisy Duke es a la vez la protagonista femenina principal y el símbolo sexual de The Dukes of Hazzard. En dos episodios, Daisy usa un bikini rojo para distraer a Cletus y a un camionero. Aparece numerosas veces vistiendo pantalones cortos de mezclilla ajustados, que más tarde se conocieron coloquialmente como Daisy Dukes.
Los censores de la cadena que transmitía originalmente la serie creyeron que los famosos pantalones cortos de mezclilla de Daisy por sí solos serían demasiado reveladores. Los pantalones cortos eran tan cortos que la única forma en que los productores pudieron sacarlos al aire fue que Catherine Bach usara pantimedias color carne con ellos para asegurarse de que los pantalones cortos no revelaran más de ella de lo previsto. La propia Bach tenía dudas sobre los pantalones cortos y dijo que no podía usarlos en una escena de restaurante del programa. Los productores sugirieron que Bach fuera a ver lo que vestían las chicas en el restaurante del otro lado de la calle del set de grabación; descubrió que las camareras llevaban «pequeñas minifaldas que combinaban con los manteles». Bach hizo muchos de los vestuarios de Daisy ella misma, especialmente los primeros, incluido el bikini rojo del primer episodio, que se ve durante los créditos iniciales del programa.
Por sugerencia de los productores del programa, Bach posó como Daisy Duke para un póster, que vendió 5 millones de copias. El cartel generó una admiración inesperada en Nancy Reagan y otros miembros de su personal después de que Bach la visitara y luego enviara una copia a uno de sus antiguos maestros de escuela empleado en la Casa Blanca.

## En el cine

### Versión de 2005
En la película de 2005 The Dukes of Hazzard, Daisy Duke es interpretada por Jessica Simpson. Los críticos de cine elogiaron a Simpson por su actuación, pero afirmaron que su interpretación tenía poco en común con el personaje creado por Catherine Bach y que fue elegida simplemente por su estatus de celebridad.
El vestuario de Daisy fue ligeramente modificado para la película para hacerla más abiertamente sexual: sus Daisy Dukes eran más cortos que en la serie, y sus camisas mostraban mucho más escote que las de Bach. Tampoco llevaba medias debajo de sus pantalones cortos, y en la película aparecía con las piernas desnudas. Otra diferencia en su apariencia fue que el cabello de Simpson permaneció rubio, mientras que el de Bach era moreno. Sin embargo, Simpson usó una peluca morena como disfraz durante la película, y su cabello era rubio más oscuro en el video musical de «These Boots Are Made for Walkin'».

### Versión de 2007
En la película de 2007 The Dukes of Hazzard: The Beginning, que sirve como una precuela de la historia de Bo, Duke y Daisy, Daisy comienza como una inocente niña de una escuela bíblica y no se viste de manera particularmente atractiva. Lleva camisas grandes de franela, pantalones vaqueros, gafas grandes y el pelo recogido en un moño. Para conseguir un trabajo como camarera en el Boar's Nest y atraer a Hughie Hogg (el sobrino del jefe), decide cambiar de look. Ella prueba varios conjuntos antes de decidirse finalmente por su look característico. Ella también es morena en esta película. Daisy es interpretada por April Scott.